# 6.ª Brigada Guerrillera Ceferino Machado
La 6.ª Brigada Guerrillera "Ceferino Machado" fue una unidad guerrillera que operó en Cantabria, Asturias y, en menor medida, en León y Palencia tras el fin de la guerra civil en la zona. Sus últimas actividades tuvieron lugar en 1957.

## Nombre
Esta unidad que actuó durante los primeros años de la posguerra recibió el nombre de 6.ª Brigada Guerrillera "Ceferino Machado" como homenaje a su primer dirigente, Ceferino Roiz Sánchez ("Machado"), nacido en Tresviso (Tresviso, Cantabria), exalcalde de Peñarrubia y sindicalista de la UGT en la Electra de Viesgo en Urdón. La unidad también fue conocida como Brigada Machado, Brigada Machado de los Picos de Europa, Brigada Picos de Europa, Brigada Guerrillera de los Valles de Llaneda y 6.ª Brigada Guerrillera del Norte.

## Historia
Tras la ocupación franquista de Cantabria (Santander cayó el 26 de agosto de 1937 y Tresviso, el último pueblo en manos republicanas, el 17 de septiembre) y de Asturias (Avilés y Gijón caen el 21 de octubre) desapareció el Frente Norte de la guerra civil. Sin embargo quedaron muchos combatientes diseminados por las montañas de Asturias que, al haber quedado atrapados, trataron de regresar a sus lugares de origen en la propia Asturias, en Santander, en León y en Palencia. Algunos de estos combatientes se quedaron en los montes y, junto con personas que escapaban de la represión franquista, irían formando partidas guerrilleras ("maquis") en las zonas más montañosas.
En la zona de Liébana se conformó un núcleo de guerrilleros formado por Ceferino Machado (de La Hermida), tres vecinos de Tresviso, tres de Colio y unos seis de Bejes, quienes conformaron la Brigada Machado. A este núcleo inicial se fueron sumando más emboscados (entre 1943 y 1944 principalmente), y la brigada se dividió en varios grupos para facilitar su defensa ante la Guardia Civil. Durante el periodo en el que la brigada estuvo en activo, operó en Liébana, Peñarrubia, Cabrales, Llanes, Peñamellera y Ribadedeva, así como esporádicamente en Onís, Cangas, Amieva, Ponga, Sajambre, Valdeón, La Pernía, Herrerías, Cabezón de la Sal, Valdáliga y Ruiloba. Sus miembros, en su mayoría cántabros y asturianos, también llegaron a incluir a un toledano y un andaluz llegados de Francia como parte de la Brigada "Pasionaria".
Tras la llegada de estos miembros comunistas de la Brigada Pasionaria, se reorganizaron las fuerzas guerrilleras en Cantabria, formándose la Agrupación Guerrillera del Norte, con punto de confluencia en Torrelavega. Así, las tres brigadas que operaban en la región se repartieron el territorio, operando la Brigada Machado en la zona occidental de Cantabria, desde Torrelavega hasta los Picos de Europa; la Brigada Cristino entre Torrelavega y Campoo; y la Brigada Malumbres entre Torrelavega y Bilbao. Así mismo se mejoraron las comunicaciones con la guerrilla de la cuenca asturiana y con el PCE en Francia.
Hacia 1946 la brigada se dividió en tres grupos por razones de operatividad: un grupo, dirigido por Juan Fernández Ayala ("Juanín"), actuaba entre el Deva y el Besaya; otro, dirigido por Hermenegildo Campo Campillo ("Gildo el Tresvisano") lo hacía en los Picos de Europa; y el dirigido por Quintiliano Guerrero ("El Tuerto") lo hacía en la sierra de Cuera.
Con el paso de los años la Guardia Civil fue diezmando las fuerzas guerrilleras, la represión les restó apoyo en los pueblos y el PCE cambió de estrategia, abandonando los planes insurgentes en España y animando a los maquis a que pasaran a Francia. De esta forma, la Brigada Machado se fue debilitando progresivamente hasta su desaparición. Con el paso a Francia de José Marcos Campillo ("El Tranquilo"), Pedro Marcos Campillo y Santiago Rey Roiz en octubre de 1955 quedó liquidada la brigada como tal, permaneciendo en Cantabria tan solo "Juanín" y Francisco Bedoya Gutiérrez ("Bedoya"), quienes murieron en 1957 a manos de la Guardia Civil.

## Principales acciones de la Brigada Machado

### 1939
- Mayo: Alejandro Martínez Sánchez ("Jandro") es detenido tras un enfrentamiento entre miembros de la Brigada Machado y la Guardia Civil en Rábago (Herrerías).

### 1940
- Septiembre: el día 9 la Guardia Civil captura en Cañimuelles (Tresviso) a Mateo Campo López, Hermenegildo Campo ("Gildo") y José Marcos Campillo ("El Tranquilo"). Cuando son conducidos por Tresviso intentan escapar, muriendo Mateo Campo y siendo detenido "Gildo", que es encarcelado.
- Noviembre: el día 2 los maquis atracan a varios vecinos de Pesaguero en la peña del Esgoviu, cuando volvían de una feria en Potes.

### 1941
- Octubre: la Guardia Civil captura en una cueva cercana a Bejes a Mauro Roiz Sánchez, dirigente de la brigada.

### 1943
- Julio: tras recibir palizas semanalmente en el cuartel de la Guardia Civil de Potes, "Juanín" se echa al monte, contactando posteriormente con la brigada.
- Agosto: el día 20 se fugan de la cárcel de Potes Lorenzo Sierra González y Manjón ("El Salamanquino"). Días más tarde se fuga de la misma cárcel Pedro González Cabeza ("Pedrín"); los tres fugados forman con "Juanín" la partida del valle de Cereceda, parte de la Brigada Machado.
- Septiembre: la Guardia Civil mata cerca de Bejes al guerrillero Ignacio Roiz Sánchez.
- Diciembre: el día 5 muere "Pedrín" en un enfrentamiento entre la Guardia Civil y la partida del valle de Cereceda, entre San Glorio y Vejo; el resto de maquis logra escapar.

### 1944
- Febrero: Lorenzo Sierra pasa a Francia.
- Mayo: el 25 el integrante de la Brigada Machado y del PCE Segundo Bores Otamendi es herido camino a La Hermida, se refugia en "El Dobrillo", Bejes y al verse sitiado, decide acabar con su vida antes de ser apresado.
- Septiembre: se incorporan a la brigada Máximo Campillo y Rufino Fernández, de Sotres.
- Octubre: el dirigente comunista santanderino Alejandro del Cerro Gutiérrez se incorpora a la brigada, tras la caída del comité santanderino del PCE.

### 1945
- Abril: el día 6 varios miembros de la brigada, en colaboración con guerrilleros de otras partidas, atracan las oficinas de las minas de Reocín. El día 22, mientras celebran la victoria aliada en Europa en la Segunda Guerra Mundial, mueren en Pandébano "Machado" y dos guardias en un enfrentamiento entre la Guardia Civil y la Brigada Machado; seis vecinos de Sotres que participaban en la celebración huyen con los guerrilleros, que simulan un juicio y fusilan al guardamontes que presumían los había delatado. Otros seis vecinos de Sotres también huyen al monte, entre ellos dos mujeres (una embarazada que dará a luz en el monte). Los miembros de la brigada eligen como nuevo jefe a Santiago Rey Roiz.
- Septiembre: Jesús de Cos Borbolla ("Pablo") y el santoñés José Largo Sampedro ("Pedro") desertan del servicio militar en Ferrol y se incorporan a la brigada.
- Octubre: el día 10 miembros de la brigada asesinan a dos vecinos (Bernabé Ortiz y José Tejón) cuando realizan sendos atracos en Sierra de Ibio y Virgen de la Peña.

### 1946

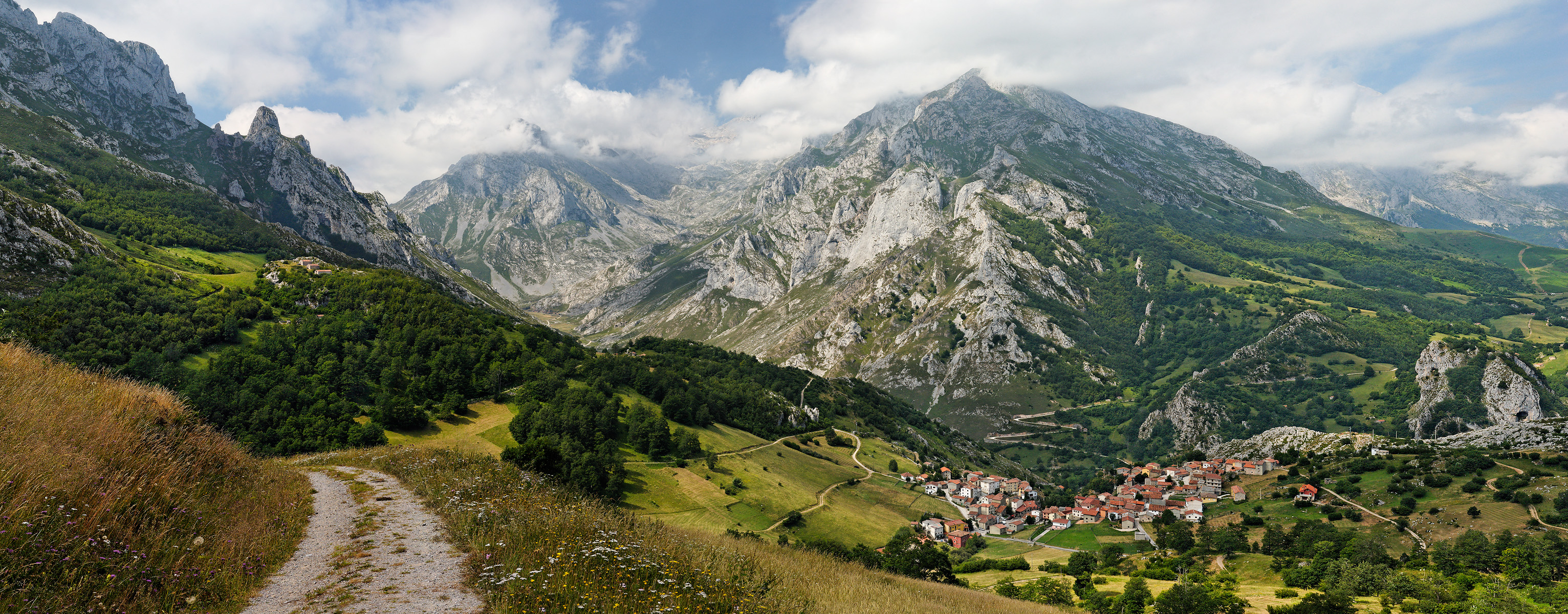
Vista de Sotres, lugar del Pacto del mismo nombre

- Marzo: después de una operación desastrosa, cuatro de los 48 miembros de la Brigada Pasionaria que se infiltran desde Francia se incorporan a la Brigada Machado; algún otro se incorpora a la guerrilla asturiana. Las dos mujeres y uno de los hombres de Sotres que habían huido al monte en abril de 1945 tras los sucesos de Pandébano se entregan.
- Abril: a raíz de unas negociaciones que culminan en el Pacto de Sotres y en el que la Guardia Civil acepta no represaliarlos, se entregan los otros nueve vecinos de Sotres huidos al monte tras los sucesos de Pandébano, entre ellos Rufino Fernández, Perfecto López y José Sánchez ("El Chino").
- Julio:Miembros de la brigada vuelan varias columnas de Electra de Viesgo, cortando la línea entre Urdón y Puente San Miguel.
- Noviembre: el día 26 muere el maqui "Madriles", consiguiendo escapar Felipe Matarranz González ("José Lobo"), Quintiliano Guerrero Fernández y "Gildo el Tresvisano" (este último, herido) tras un enfrentamiento con la Guardia Civil en La Borbolla (Llanes). Al día siguiente los guardias detienen a "José Lobo" en La Franca (Ribadedeva).

### 1947
- Febrero: Jesús de Cos ("Pablo") abandona la guerrilla, pasando a Francia.
- Agosto: muere José Largo Sampedro ("Pedro") en un enfrentamiento con la Guardia Civil cerca de Castillo Pedroso cuando trataba de alcanzar Francia; Manuel Díaz López ("Manolo el Repollero") logra huir a Bilbao.
- Otoño: se produce un enfrentamiento entre Quintiliano Guerrero, José Marcos Campillo ("El Tranquilo") y la Guardia Civil en Asiego (Cabrales); Quintiliano es herido, aunque ambos miembros de la brigada logran escapar. Quintiliano pasa a ser conocido como "El Tuerto".

### 1948
- Enero: el día 27 la Guardia Civil mata a 16 maquis asturianos en una operación con guardias infiltrados en las partidas en la que usan como señuelo un desembarco de armamento procedente de Francia. Los miembros de la Brigada Machado sospechan y no acuden a la cita.
- Agosto: detención de varios sospechosos de colaborar con la brigada, entre ellos Francisco Bedoya Gutiérrez.
- Octubre: el día 25 la Guardia Civil mata al guerrillero Daniel Rey Sánchez en las cercanías de Labarces (Valdáliga)

### 1949
- Septiembre: el día 12 muere un guardia en un enfrentamiento con miembros de la brigada en la canal del Palo (sierra de Cuera).
- Octubre: el día 26 se suicida Alejandro del Cerro Gutiérrez, gravemente enfermo, en una cabaña que incendia la Guardia Civil, en Robriguero (Peñamellera).

### 1950
- Enero: José Sánchez, miembro de una contrapartida de la Guardia Civil que se intenta infiltrar en la brigada mata a Francisco Llamazares Villar ("Pancho") en Ruenes (Peñamellera).
- Octubre: el día 28 se celebra un consejo de guerra en Santander contra 69 vecinos del occidente de Cantabria, acusados de colaborar con la brigada. Varios son condenados a prisión, entre ellos Francisco Bedoya.

### 1951
- Julio: miembros de la brigada matan el día 3 a Agapito Bada Campo, secretario municipal de Tresviso en el monte Barreda.

### 1952

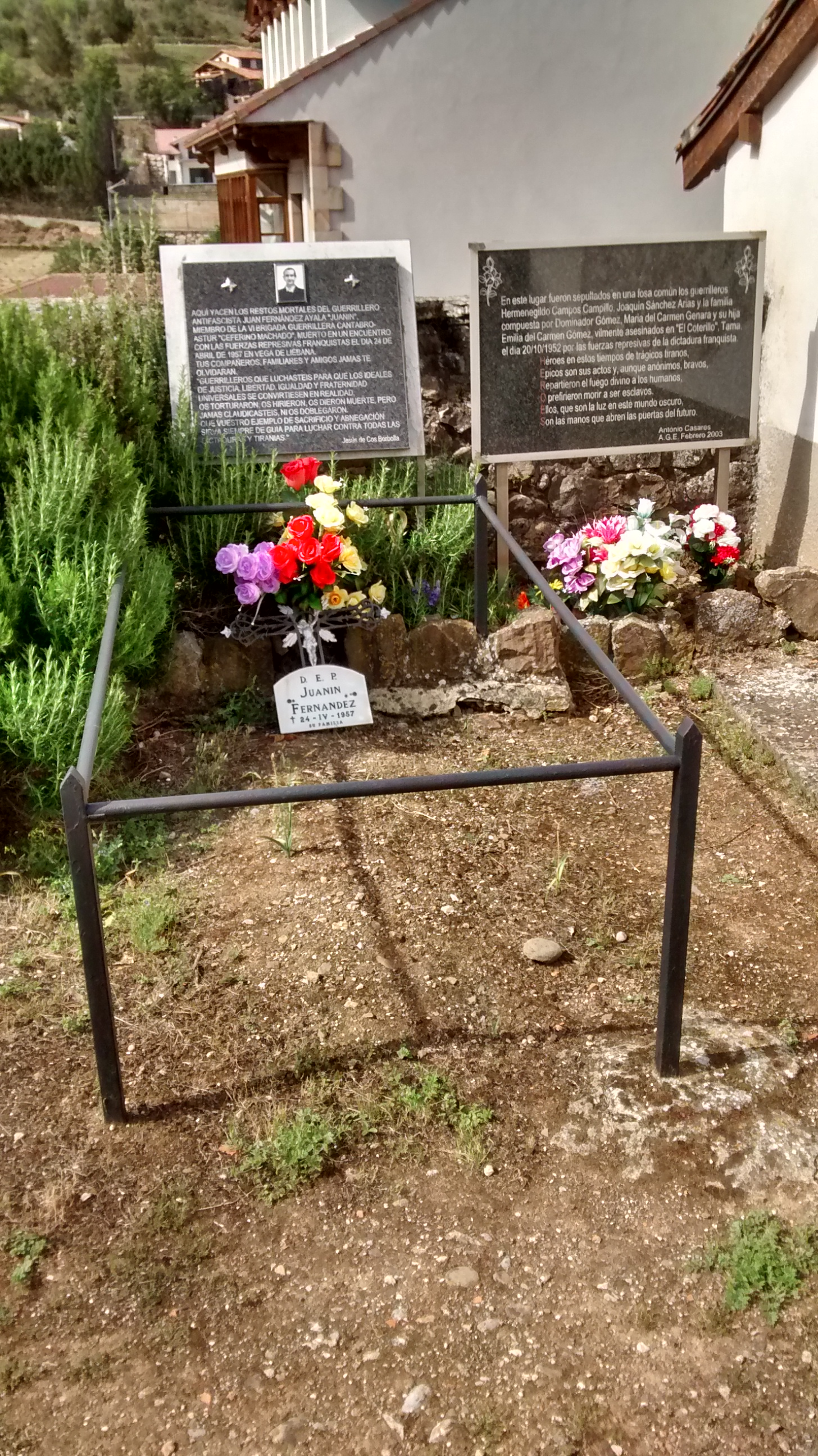
En el cementerio de Potes están situadas la tumba de Juan Fernández Ayala "Juanín" (izq.) y la fosa común de Hermenegildo Campo Campillo "Gildo", Joaquín Sánchez Arias "Pin el Asturiano", así como de la familia que daba cobijo a estos últimos, compuesta por Dominador Gómez, María del Carmen Genara y la hija de ambos, Emilia del Carmen Gómez. (der.)

- Febrero: se escapa de su encarcelamiento en Fuencarral (Madrid) Francisco Bedoya, incorporándose a los seis miembros que aún quedan en la Brigada Machado.
- Mayo: el día 14 se celebra otro consejo de guerra en Santander contra 14 vecinos de Bejes y Tresviso acusados de colaborar con la guerrilla.
- Julio: el día 7 se produce el secuestro de José González Tejerina en San Salvador de Cantamuda (Palencia). El día 20 se produce un tiroteo en Tama entre miembros de la brigada y la Guardia Civil; mueren "Gildo el Tresvisano", "Pin el Asturiano" y el sargento de la Guardia Civil José Sanz Díaz; "El Tuerto" huye herido, y los guardias fusilan a la familia de la casa en la que se encontraban los maquis, quemándola a continuación. El día 29 hay un nuevo consejo de guerra contra 39 lebaniegos acusados de apoyar a la guerrilla.

### 1953
- Abril: el día 16 muere "El Tuerto" tras un enfrentamiento con la Guardia Civil en el monte de Valdediezma (Tresviso); José Marcos Campillo ("El Tranquilo") logra escapar, herido, hasta Lon (Camaleño).
- Julio: el día 20 muere el cabo de la Guardia Civil José García Gómez en un enfrentamiento con "Juanín" y "Bedoya" en Pando (Ruiloba).

### 1954
- Julio: el día 19 miembros de la brigada matan en las peñas de la Hoz, entre Camasobres y Piedrasluengas (Palencia) al indiano Benigno Ferreiro, después de un fracasado intento de liberación por la Guardia Civil.

### 1955
- Junio: el día 29 José Marcos Campillo ("El Tranquilo"), Pedro Marcos Campillo y Santiago Rey Roiz secuestran a Emilio María Bollain, hijo del industrial y procurador en Cortes Emilio Bollaín, en Valmaseda (Vizcaya), logrando un rescate de millón y medio de pesetas.
- Octubre: a primeros de mes "El Tranquilo", Pedro Marcos Campillo y Santiago Rey Roiz dejan la guerrilla pasando a Francia; ya solo quedan dos emboscados en Cantabria, "Juanín" y "Bedoya". Por otra parte el día 8 se produce otro consejo de guerra en Santander contra 25 lebaniegos.

### 1956
- Julio: el día 4 se da un consejo supremo de justicia militar en Madrid para revisar el consejo de guerra del 8 de octubre de 1955 contra 25 lebaniegos en Santander.
- Agosto: el día 28 "Juanín" y "Bedoya" logran escapar de la Guardia Civil tras un intento de secuestro fracasado en Vega de Liébana.
- Septiembre: las autoridades franquistan destierran a Valderredible a varias familias lebaniegas acusadas de ayudar a "Juanín".

### 1957

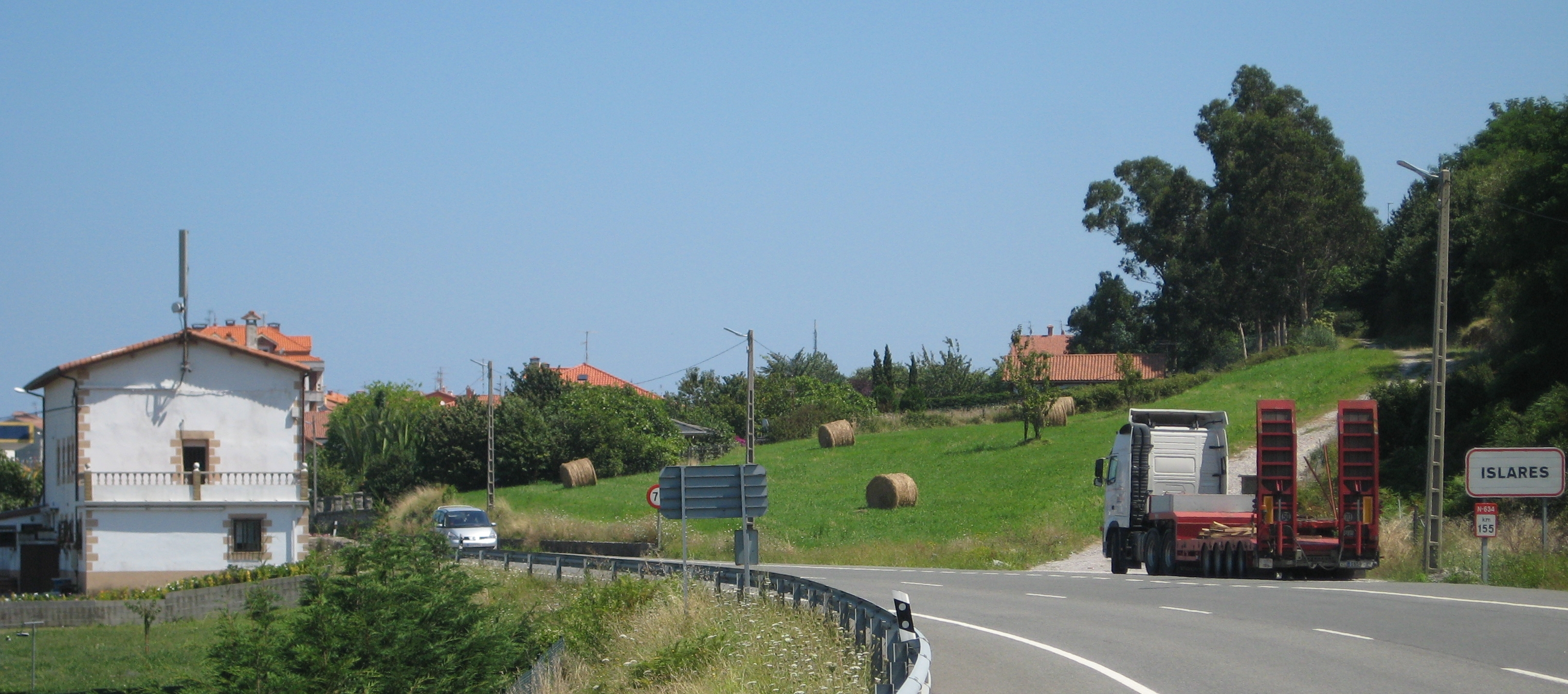
Carretera nacional en Islares, cerca del lugar donde la Guardia Civil emboscó a "Bedoya"

- Abril: el día 21 "Juanín" y "Bedoya" secuestran a un vecino de Bárago, liberándolo a cambio de 18 000 pesetas. El día 24 la Guardia Civil abate a "Juanín" en la curva del molino de Vega de Liébana; "Bedoya" logra escapar.
- Diciembre: el día 1 la Guardia Civil, en una operación preparada, ametralla cerca de Islares (Castro-Urdiales) la motocicleta en la que "Bedoya" es conducido por su cuñado José San Miguel camino de Francia. San Miguel, que colaboraba con las autoridades, muere, mientras que "Bedoya" huye gravemente herido monte arriba. Al día siguiente los guardias encuentran a "Bedoya" a 400 metros de la cumbre del monte Cerredo, rematándolo de un tiro.

## Principales miembros de la Brigada Machado
Estos son algunos miembros de la Brigada Machado desde 1939, por orden alfabético:
- Francisco Bedoya ("Bedoya"): activo entre 1952 y 1957.
- Hermenegildo Campo Campillo ("Gildo el Tresvisano"): activo entre 1940 y 1952.
- Juan Fernández Ayala ("Juanín"): activo entre 1943 y 1957.
- Quintiliano Guerrero Fernández ("El Tuerto"): activo entre 1946 y 1953.
- José Marcos Campillo ("El Tranquilo"): activo entre 1939 y 1955.
- Ceferino Roiz Sánchez ("Machado"): jefe de la unidad entre 1939 y 1945.
- Mauro Roiz Sánchez: activo entre 1939 y 1941.
- Santiago Rey Roiz: jefe de la unidad entre 1945 y 1955.